# Lappröse

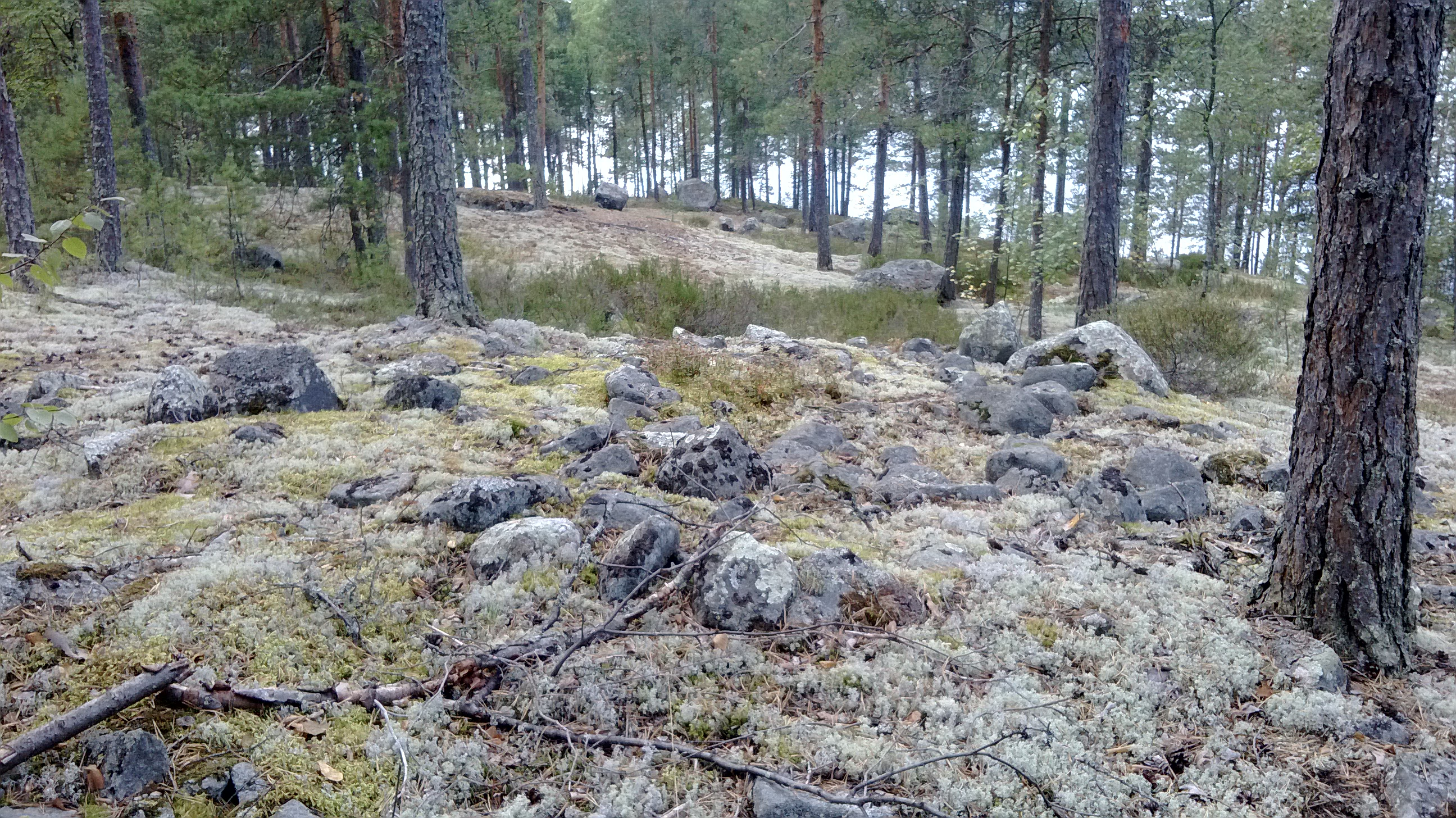
Lapprösen på norra udden av Pyhäsaari vid Jyväskylä.

Lapprösen (finska Lapinraunio) är benämningen på flera tusen förhistoriska anläggningar av sten i det finska inlandet. En del av dem är gravrösen. De har vanligen daterats till bronsåldern eller perioden 1900–400 f.Kr.
Lapprösena går under många olika namn beroende på hur man i folktron har velat förklara deras tillkomst. De har därför fått epiteten munk eller nunna, jätte eller buller, beroende på om de ses som kristna eller hedniska. Andra namn syftar på gravplatser (finska: Hiisi) och det vanliga är att man tror att de har byggts av samer. Den vanligaste benämningen i folkmun är dock lappröse och forskningen har sedan 1700-talet accepterat den termen. I forskningstraditionen avser man med ordet sådana stenrösen som är:
- belägna i det finska inlandet mellan Insjöfinland i söder och Kajanaland i norr,
- uppförda på insjöstränder och synliga platser, oftast på strandklippor och
- ursprungligen enbart byggda av lösa stenar.

Från lapprösen skiljer man begreppsligt:
- stenrösen som har tillkommit vid röjning av åkermark i inlandet,
- jättekast nära kusten som hör ihop med Kiukaiskulturen eller bronsåldersbebyggelse,
- jättekyrkor i Österbotten som hör till kustens stenåldersbebyggelse,
- jordblandade stenrösen i järnålderbebyggelsen i sydvästra Finland.

Många andra stenformationer har misstolkats som lapprösen. Trots den långa forskningstraditionen har man inte lyckats ge lapprösena en ordentlig definition. Den typiska fyndlösheten har även försvårat deras tidsbestämning och anslutning till kända arkeologiska kulturområden.
Lappröset täcker en markyta som kan vara rund, oval eller fritt tolkat rektangulär. De är ofta uppförda på en synlig plats på en bergshöjd och nära en sjöstrand. Diametern växlar mellan 3 och 10 meter men är i genomsnitt 8 meter. På samma område kan finnas flera rösen och ibland har de byggts intill varandra. Rösets höjd varierar mellan 30 cm och en meter och stenarnas storlek varierar mellan 20 och 50 cm. I en del rösen finns en mittsten kring vilken röset har rests. Ibland bildar rösets bottenstenar ringar och mycket sällan kan det finnas hällkistor eller kallmurade stenkonstruktioner. Arkeologiska utgrävningar av lapprösen  blir ibland besvikelser då röset inte innehåller några föremål, ben eller stenstrukturer. De rösen som innehållit daterbart material är endast 14 (läget 2011). Dateringarna varierar mellan 2100 och 800 f.Kr. Av dessa rösen innehåller 5 människoben och benen har daterats till mellan 1440 och 320 f.Kr. I tre rösen har inte funnits människoben men däremot ben av däggdjur. Andra fynd varierar mellan spjutspetsar av flinta, brons- och järnföremål, glaspärlor och asbestkeramik. Samma fyndmönster återfinns även i odaterbara rösen.
Fynden av människoben tyder på gravläggning medan rösen med enbart djurben tyder på offer. I rösets klippbotten kan finnas inhackade skålgropar och i ett röse har man funnit en natursten formad som en skål, som man antar har nedlagts med avsikt. Man har också antagit att en del rösen inte har använts endast en gång utan de kan ha utvidgats med en särskild gömma för ben. I en del rösen finns järnåldersföremål och om traditionen är gammal kan man ha offrat föremål långt senare, mer än tusen år efter rösets tillkomst. Ett liknande fenomen i samma område är hällmålningarna från stenåldern och nedanför dem kan man hitta offergåvor från en mycket senare tid och av folk som inte har att göra med de ursprungliga konstnärerna. I den nyaste forskningen har man på basis av dateringarna gjort en försiktig tolkning, som går ut på att traditionen med lapprösen bredde ut sig över Finland från nordväst till sydost. Utgångsområdet skulle ha varit nära de österbottniska jättekyrkorna långt före tillkomsten av sydvästra Finlands bronsåldersrösen. Traditionen bredde ut sig över mellersta Finland till Insjöfinland där de yngsta daterbara fynden återfinns. Traditionen med offerrösen kan dock fördunkla bilden och många fler dateringar behövs. När traditionen upphörde är en öppen fråga. Det är möjligt att de yngsta daterade rösena markerar slutet och då är det fråga om järnåldern. Återanvändningen av rösena kan dock ge en felaktig bild och man vet att stenrösen ännu på 1800-talet användes som platser för matoffer.